# Tachyancistrocerus rhodensis
Tachyancistrocerus rhodensis är en stekelart som först beskrevs av Henri Saussure 1856.  Tachyancistrocerus rhodensis ingår i släktet Tachyancistrocerus och familjen Eumenidae. Inga underarter finns listade i Catalogue of Life.